# 米沢盆地

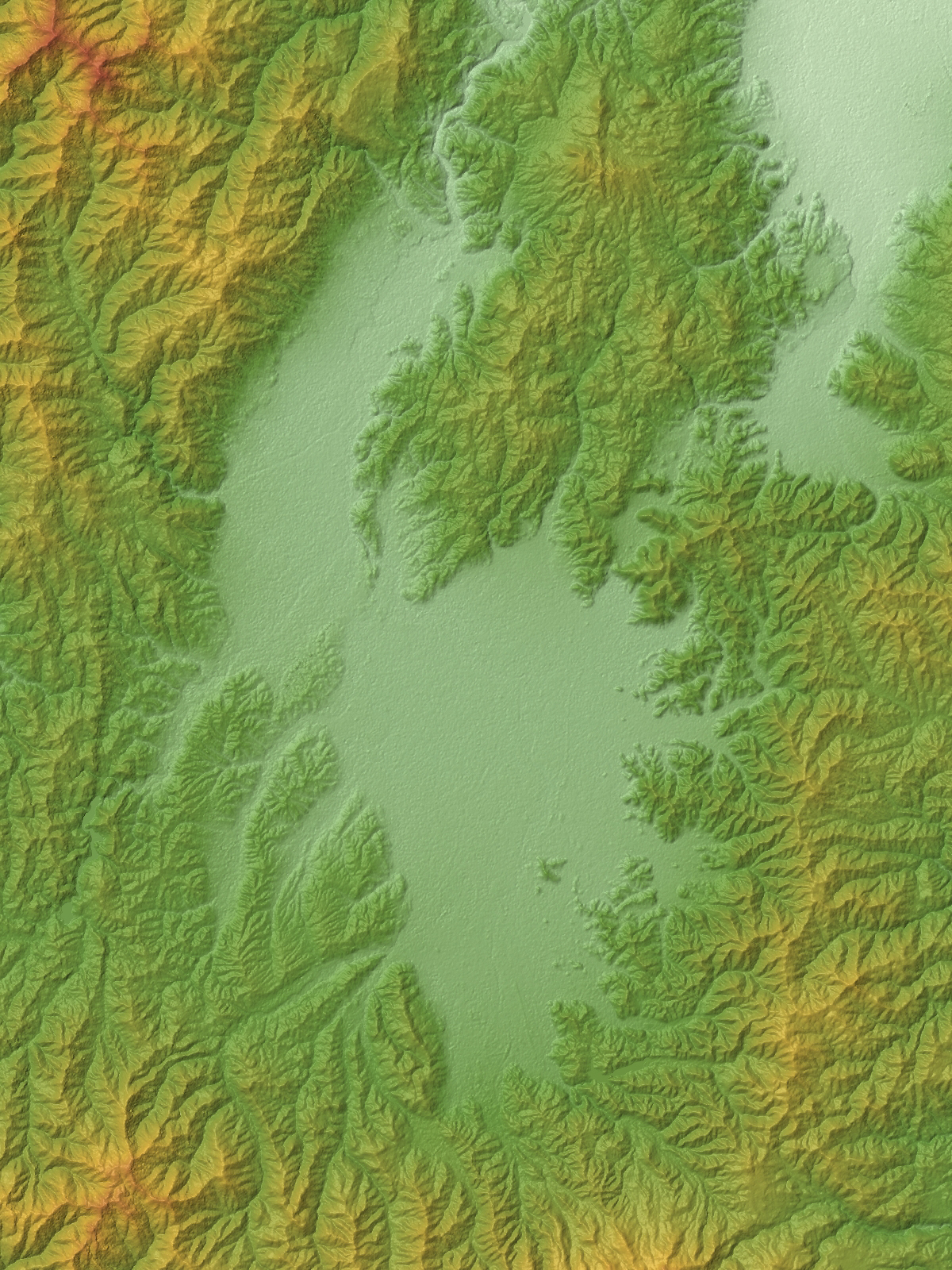
広義の米沢盆地の地形図。左上の平坦地を長井盆地とも呼ぶ。右上の平坦地は山形盆地

米沢盆地（よねざわぼんち）は、山形県南部の盆地で、置賜盆地（おきたまぼんち）とも呼ばれる。米沢牛の生産地として知られている。

## 概要
山形県内の主要盆地の中では標高は最も高く、最上川の上流部に位置している。盆地は大まかに円形をなし、山形盆地の約1.5倍の広さを有する。西は朝日山地、東は奥羽山脈、南は吾妻山系などに囲まれており、盆地底の標高は概ね200から300m。
最上川は吾妻山付近に端を発し、盆地中央部を北流、盆地北西端より流出している。最上川の支流として鬼面川や天王川や砂川や屋代川、犬川などの河川が盆地内に見られる。

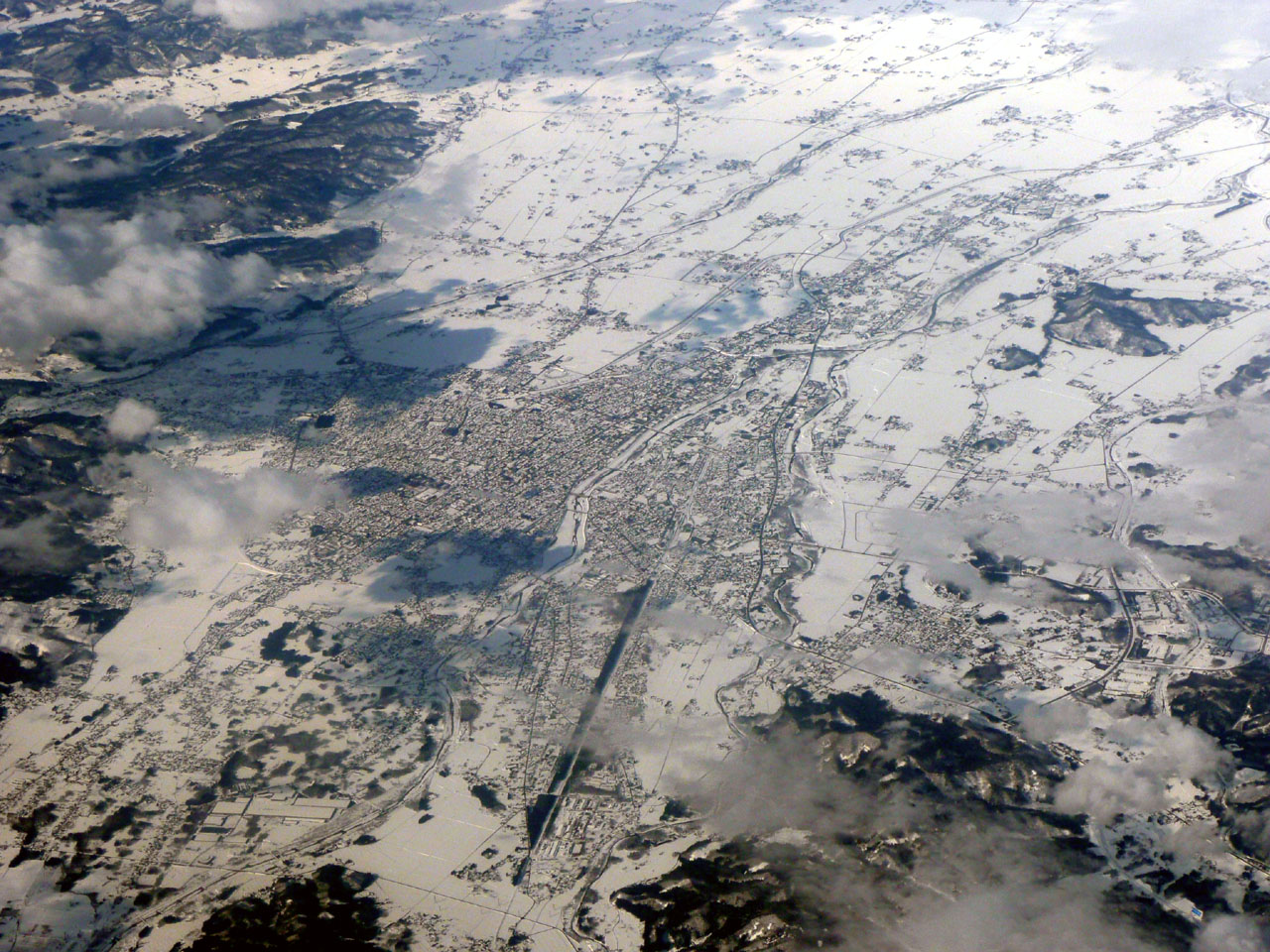
米沢盆地南部の米沢市街周辺

奥羽本線・(山形新幹線)が盆地東部を縦断し、米坂線が中央部・西部を走る。V字型の線を形成している。市町村としては米沢市・南陽市・高畠町・川西町があり、最も大きな町である米沢市は盆地南東部にある。同じ置賜地方の長井市、白鷹町、飯豊町は、隣接する長井盆地に属する。
イギリスの女性旅行家イザベラ・バードは、この地を東洋のアルカディアと評した。